# Poussin d'un jour

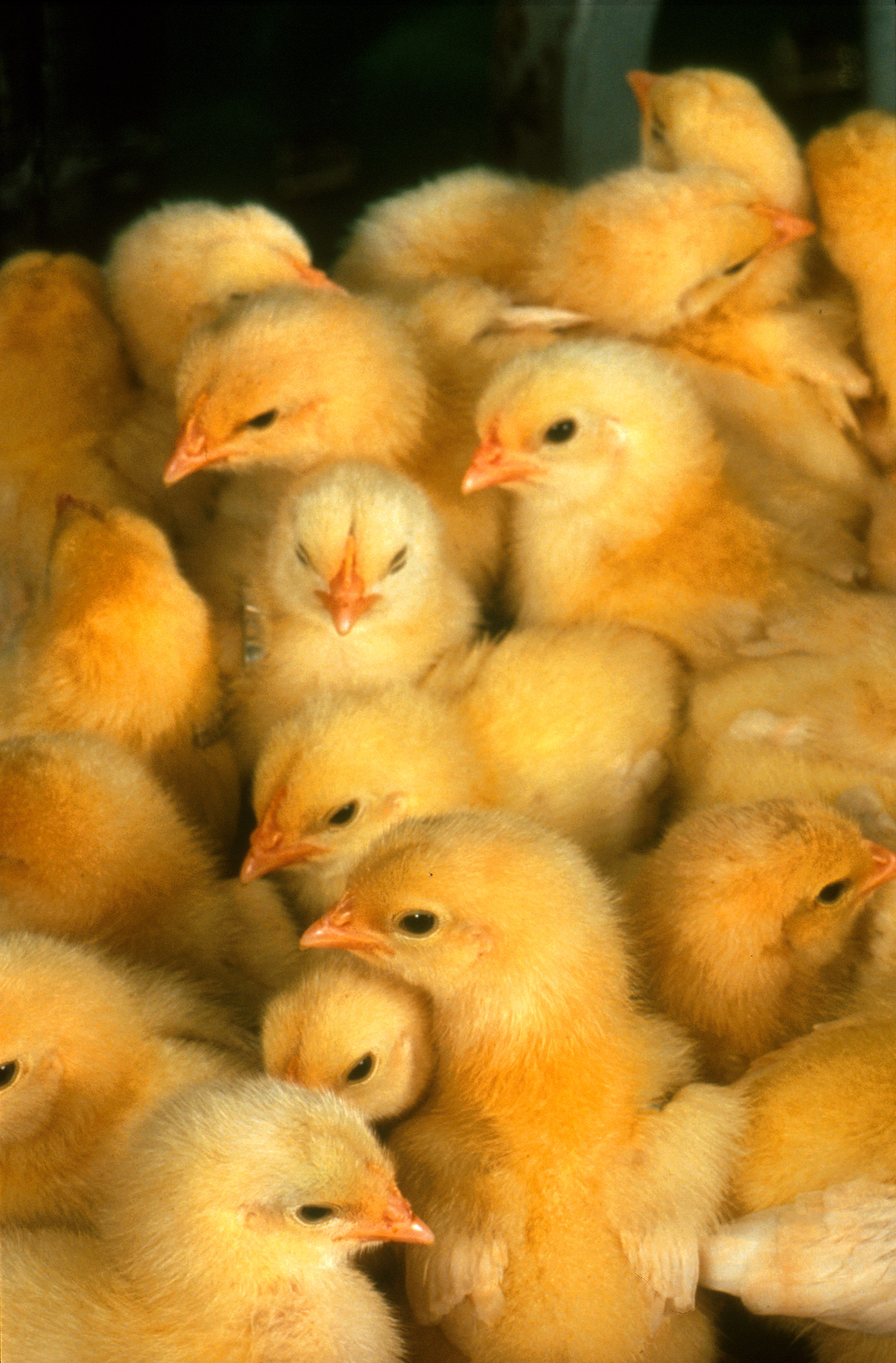
Des poussins d'un jour

On appelle « poussin d'un jour » de jeunes poussins de l'espèce Gallus gallus domesticus de 24 heures à quelques jours, livrés en masse par un accouveur à des éleveurs qui en feront des poules pondeuses ou plus souvent des poulets de chair. Il existe aussi des canetons d'un jour produits industriellement, de même que des dindes. En France et en Europe la définition légale est « toute volaille âgée de moins de 72 heures et n'ayant pas encore été nourrie. Toutefois, les canards de Barbarie (Cairina moschata) ou leurs croisements âgés de moins de 72 heures et ayant été nourris sont également considérés comme des poussins d'un jour »,.
Cette étape « amont » de l’élevage intensif a contribué à l’énorme accroissement de la productivité avicole des dernières décennies, mais pose plusieurs problèmes, économiques, sanitaires, zootechniques et éthiques.

## L'élevage
L’avènement d’une aviation rapide a permis la mondialisation en quelques années du commerce de ces poussins jusque dans les pays en développement.

### L'accouvage en élevage
Pour les techniques non-naturelles, le succès de l'incubation commence par la collecte méticuleuse des œufs dans les nids, par une bonne conservation des œufs avant l'incubation et enfin par le maintien de la température durant toute la durée de l'incubation. Du fait de la durée de couvaison, les œufs (propres) doivent être stockés la poche d'air en haut (donc pointe de l’œuf vers le bas) à une température stable d'environ 15 °C (12 à 14 °C si on souhaite les stocker plus de 10 jours) à 75 % d'humidité et doivent être retournés 2 à 3 fois par jour (placer la boite penchée à une inclinaison de 30° sur un livre le matin et changer de côté le soir) afin d'éviter que le jaune n'adhère à la coquille. Un stockage inférieur à 10 °C (ou au réfrigérateur par exemple) réduit fortement le taux de réussite de la couvaison. À l'inverse, au delà de 21 °C, le développement partiel de l’embryon commence et l’œuf devra être très vite mis en couveuse ou sous une poule pour arriver à son terme.
Dans de bonnes conditions, les œufs peuvent être conservés pendant 10 à 15 jours mais les œufs doivent idéalement avoir 3 à 7 jours de stockage pour bien éclore. Cette durée de stockage influe grandement sur l'éclosabilité des œufs. Une fumigation, protégeant l'œuf des agents pathogènes présents sur sa coquille augmente la chance de survie de l'œuf. Enfin, ils sont préchauffés avant d'être à proprement parler incubés pour éviter qu'une condensation porteuse de bactéries ne se forme à la surface de la coquille en cas de rapide changement de températures et d'hygrométrie.
Les producteurs de poussins utilisent deux types d'appareillage pour l'incubation, les appareils d'incubation ventilé, et les appareils d'incubation statique, ces derniers étant plus rudimentaires.
En couveuse ventilée, une température de 37,7 °C est maintenue avec 50 % d’hygrométrie pour les 18 premiers jours puis 65 % pour les 3 derniers (afin de ramollir la coquille pour faciliter l'éclosion).
Les œufs sont mirés par les aviculteurs vers le 7e jour d'incubation afin d'écarter les œufs non fécondés ou dont le développement s'est arrêté.

### Manipulation après éclosion
Une fois le sexage effectué, les individus peuvent être bagués, vaccinés, et, du moins pour certaines espèces volantes comme les cailles, les canards ou les oies domestiques, éjointés.

### Le premier mois
Durant leur premier mois après l'éclosion, les poussins ont besoin de beaucoup de chaleur. En conditions naturelles, une poule couveuse les maintiendra sous ses ailes pour assurer la température nécessaire. En conditions artificielles, on place les poussins dans un enclos appelé "poussinière" avec une lampe chauffante (type infrarouge ou céramique) qui devra leur fournir une température de 36 °C la première semaine puis on réduit la température de 4 °C chaque semaine pendant 4 semaines (soit 32 °C, 28 °C, 24 °C). L'enclos devra être assez grand pour que les poussins puissent s'éloigner de la lampe chauffante si elle chauffe trop. Le reste de la salle ou la pièce d'élevage doit être maintenue à une température de 15 à 18 °C sans courants d'air au niveau du sol.
Au début de la cinquième semaine, le duvet est remplacé par les plumes et le poussin peut faire sa première sortie en extérieur si le temps n'est pas trop froid (20 °C minimum) ou humide.
En cas d'intégration dans un poulailler, il convient de surveiller l'accueil fait aux poussins qui sont parfois rejetés. Il faut alors ne les laisser dans le poulailler que quelques minutes au début puis de plus en plus chaque jour.
Les jeunes poussins sont des proies faciles pour les prédateurs (renards, fouines, rapaces). Il convient donc de les garder en poussinière au moins un mois pour les en protéger.

### Sexage
Il est vital pour cette industrie de pouvoir déterminer le sexe des poulets, par exemple les poussins destinés à devenir des poules pondeuses doivent évidemment être des femelles. Ce sexage doit être effectué avant l'envoi, avant même leur premier repas. Les poussins ne correspondant pas au bon sexe sont tués immédiatement, généralement par broyage. Le métabolisme des poules pondeuses et des poulets de chair est en effet très différent : chaque race ou plus généralement croisement "F1" a été sélectionné pour répondre au mieux au dessein qu'on lui a fixé.
Déterminer le sexe d'un poussin est difficile car les oiseaux ne possèdent pas d'organes sexuels externes et que les caractères sexuels secondaires (plumes, crête...) n'apparaissent souvent qu'après quatre à six semaines.
Le sexage par le cloaque se fait en examinant le cloaque de l'oiseau. Les sexeurs doivent identifier le sexe en se référant à une quinzaine de schémas possibles. S'ils mettent quelques secondes à déterminer le sexe avec un taux d'erreur en général faible, un œil non averti aura beaucoup de mal puisque cette technique est très difficile à maitriser. Cette technique a été découverte au Japon et transmise en occident en 1933 par la publication Sexing baby chicks des Professeurs Masui et à Hashimoto. Durant les années 1950, plusieurs machines ont été mises au point pour faciliter l'opération, mais elles n'ont pas remplacé l'efficacité d'un humain.
Le sexage par les plumes est possible pour certaines races où le marquage sexuel des plumes est apparent dès l'éclosion (races auto-sexables). Le sexage des poussins par les ailes peut se faire quelques heures à peine après l'éclosion. Au bout des ailes, on peut observer 2 rangées de plumes : les rémiges primaires et les secondaires. Chez le mâle, l'extrémité des 2 rangées de plumes se terminent au même niveau. Chez la femelle, l'extrémité des plumes primaires se termine plus loin que l'extrémité des plumes secondaires et on peut voir un "trou" entre les deux.
Cette méthode peut notamment s'appliquer à la poule de Marans, à l'Araucana et pour certains croisements entre souches en poule de Bresse : notamment les lots de poulardes et de chapons.

### Problèmes éthiques
Certains élevages font peu de cas de la souffrance animale, notamment chez les poussins. Les poussins de un jour peuvent aussi être utilisés pour certaines expériences de laboratoire, comme animal de laboratoire,,,.

### Biodiversité domestique
L'aviculture moderne a encouragé une production standardisée.[réf. nécessaire]

## Transport
Le principal intérêt des poussins d'un jour réside dans leur capacité à supporter sans conséquence particulière le transport longue et très longue distance sans nécessiter de nourrissage ni risquer de s'empoisonner avec leurs excréments, tout en limitant les risques de contamination lors des séances de nourrissage. En effet, à l'éclosion ces juvéniles possèdent encore une vésicule vitelline (située au niveau de l'estomac) qui leur permet de supporter une longue période de privation avant leur premier réel repas.